# Liste der denkmalgeschützten Objekte in Sitzenberg-Reidling
Die Liste der denkmalgeschützten Objekte in Sitzenberg-Reidling enthält die 13 denkmalgeschützten, unbeweglichen Objekte der niederösterreichischen Gemeinde Sitzenberg-Reidling.

## Denkmäler
| Foto |                 | Denkmal                                                                                             | Standort                                         | Beschreibung | Metadaten |
| ---- | --------------- | --------------------------------------------------------------------------------------------------- | ------------------------------------------------ | --- | --- |
| ja   | Datei hochladen | Bildstock HERIS-ID: 26608 Objekt-ID: 23093                                                          | Standort KG: Baumgarten bei Reidling             | Der rechteckige Pfeiler aus dem 19. Jahrhundert mit nischenlosem Aufsatz ist der westliche von zwei zusammengehörenden und sehr ähnlichen Bildstöcken an der Straße nach Reidling.                                                               | BDA-Hist.: Q37902722 Status: § 2a Stand der BDA-Liste: 2025-06-30 Name: Bildstock GstNr.: 802 |
| ja   | Datei hochladen | Bildstock HERIS-ID: 26609 Objekt-ID: 23095                                                          | Standort KG: Baumgarten bei Reidling             | Der rechteckige Pfeiler aus dem 19. Jahrhundert mit nischenlosem Aufsatz ist der östliche von zwei zusammengehörenden und sehr ähnlichen Bildstöcken an der Straße nach Reidling.                                                                | BDA-Hist.: Q37902734 Status: § 2a Stand der BDA-Liste: 2025-06-30 Name: Bildstock GstNr.: 802 |
| ja   | Datei hochladen | Ortskapelle hl. Margarethe HERIS-ID: 26603 Objekt-ID: 23088                                         | gegenüber Hasendorf 5 Standort KG: Hasendorf     | | BDA-Hist.: Q37902713 Status: § 2a Stand der BDA-Liste: 2025-06-30 Name: Ortskapelle hl. Margarethe GstNr.: .14                                                                                               |
| ja   | Datei hochladen | Aufnahmsgebäude Sitzenberg-Reidling mit Nebengebäude, Gütermagazin HERIS-ID: 26585 Objekt-ID: 23070 | Bahnhofstraße 2 Standort KG: Reidling            | Das 1885 errichtete Aufnahmegebäude hat eine späthistoristische Fassade und ein Giebelgeschoß mit Fachwerk. | BDA-Hist.: Q111363437 Status: Bescheid Stand der BDA-Liste: 2025-06-30 Name: Aufnahmsgebäude Sitzenberg-Reidling mit Nebengebäude, Gütermagazin GstNr.: .86, .88 Aufnahmsgebäude Bahnhof Sitzenberg-Reidling |
| ja   | Datei hochladen | Mausoleum der Familie Rumerskirchen HERIS-ID: 26597 Objekt-ID: 23082                                | neben Kirchengasse 6 Standort KG: Reidling       | Das Mausoleum der Familie Rumerskirchen wurde in der zweiten Hälfte des 19. Jahrhunderts über rechteckigem Grundriss errichtet und wird von einer kleinen, gedrückten Kuppel bekrönt.                                                            | BDA-Hist.: Q37902690 Status: § 2a Stand der BDA-Liste: 2025-06-30 Name: Mausoleum der Familie Rumerskirchen GstNr.: .83                                                                                      |
| ja   | Datei hochladen | Grabmal der Freifrau von Rumerskirchen HERIS-ID: 26598 Objekt-ID: 23083                             | südlich Kirchengasse 6 Standort KG: Reidling     | Auf einem Sockel mit Wappenstein (datiert mit 1861) steht eine weibliche Figur. Davor liegt das Grab der Familie Podivin. | BDA-Hist.: Q37902702 Status: § 2a Stand der BDA-Liste: 2025-06-30 Name: Grabmal der Freifrau von Rumerskirchen GstNr.: 410/3                                                                                 |
| ja   | Datei hochladen | Kath. Pfarrkirche hl. Jakobus d. Ä. HERIS-ID: 26586 Objekt-ID: 23071                                | neben Kirchengasse 8 Standort KG: Reidling       | Eine in erhöhter Lage errichtete klassizistische Saalkirche mit eingestelltem Turm. | BDA-Hist.: Q19720215 Status: § 2a Stand der BDA-Liste: 2025-06-30 Name: Kath. Pfarrkirche hl. Jakobus d. Ä. GstNr.: .8 Pfarrkirche Reidling                                                                  |
| ja   | Datei hochladen | Pfarrhof HERIS-ID: 26587 Objekt-ID: 23072                                                           | Leopold Figl-Platz Standort KG: Reidling         | Ein kubischer Bau aus dem Jahr 1785 mit einem geknickten Walmdach. | BDA-Hist.: Q37902593 Status: § 2a Stand der BDA-Liste: 2025-06-30 Name: Pfarrhof GstNr.: 10 |
| ja   | Datei hochladen | Schloss Sitzenberg HERIS-ID: 26593 Objekt-ID: 23078                                                 | Schloßbergstraße 4 Standort KG: Sitzenberg       | Errichtet in der zweiten Hälfte des 16. Jahrhunderts durch vermutlichen Umbau einer ursprünglichen Burg. Mehrfach umgebaut und erweitert. Aktuell dient es als Schulgebäude für die Höhere Bundeslehranstalt für Land- und Ernährungswirtschaft. | BDA-Hist.: Q37902620 Status: Bescheid Stand der BDA-Liste: 2025-06-30 Name: Schloss Sitzenberg GstNr.: .1/1 Schloss Sitzenberg                                                                               |
| ja   | Datei hochladen | Torwärterhaus Stöcklgebäude HERIS-ID: 26594 Objekt-ID: 23079                                        | bei Schloßbergstraße 4 Standort KG: Sitzenberg   | Ein riegelartig, die Zufahrt sperrender zweigeschoßiger Bau mit einer Kernsubstanz aus dem 17. Jahrhundert und einer südseitig halbrunder Stirnseite.                                                                                            | BDA-Hist.: Q37902636 Status: § 2a Stand der BDA-Liste: 2025-06-30 Name: Torwärterhaus Stöcklgebäude GstNr.: .1/2 Schloss Sitzenberg                                                                          |
| ja   | Datei hochladen | Pförtnerhaus HERIS-ID: 26596 Objekt-ID: 23081                                                       | neben Schloßbergstraße 6 Standort KG: Sitzenberg | Ein zweigeschoßiger Bau aus den Jahren 1912/21 mit halbrunder Stirnseite und Blendfachwerk. | BDA-Hist.: Q37902675 Status: § 2a Stand der BDA-Liste: 2025-06-30 Name: Pförtnerhaus GstNr.: 206/2 Schloss Sitzenberg                                                                                        |
| ja   | Datei hochladen | Flur-/Wegkapelle HERIS-ID: 26589 Objekt-ID: 23074                                                   | bei Schloßbergstraße 27 Standort KG: Sitzenberg  | Eine neobarocke Kapelle aus dem Ende des 19. Jahrhunderts mit geschweiftem Volutenblendgiebel und Dachreiter unter Pyramidenhelm. | BDA-Hist.: Q37902605 Status: § 2a Stand der BDA-Liste: 2025-06-30 Name: Flur-/Wegkapelle GstNr.: .106 |
| ja   | Datei hochladen | Pförtnerhaus HERIS-ID: 26595 Objekt-ID: 23080                                                       | Schloßbergstraße 34 Standort KG: Sitzenberg      | Ein zweigeschoßiger Bau aus den Jahren 1912/21 mit halbrunder Stirnseite und Blendfachwerk. | BDA-Hist.: Q37902661 Status: § 2a Stand der BDA-Liste: 2025-06-30 Name: Pförtnerhaus GstNr.: .135 Schloss Sitzenberg                                                                                         |